# Дич, Франка
Франка Дич (нем. Franka Dietzsch; род. 22 января 1968, Вольгаст) — немецкая метательница диска, трёхкратная чемпионка мира. Выиграла Чемпионат Европы в 1998 и Чемпионат мира в 1999 году, но затем её результаты ухудшились. В 2005 году снова завоевала «золото» на Чемпионате мира в Хельсинки. В 2007, в возрасте 39 лет достаточно неожиданно в третий раз стала чемпионкой мира в Осаке.
Лучший бросок Франка Дич выполнила в мае 1999 года в Висбадене — 69,51 метра.